# Riley LaChance
Riley Jacob LaChance (Brookfield, Wisconsin, 31 de marzo de 1996) es un baloncestista estadounidense que actualmente se encuentra sin equipo. Con 1,88 metros de estatura, juega en la posición de base.

## Trayectoria deportiva

### Universidad
Jugó cuatro temporadas con los Commodores de la Universidad Vanderbilt, en las que promedió 10,9 puntos, 3,0 rebotes y 3,1 asistencias por partido. En su primera temporada fue incluido en el mejor quinteto freshman de la Southeastern Conference.

### Profesional
Tras no ser elegido en el Draft de la NBA de 2018, firmó su primer contrato profesional el 26 de junio con el GTK Gliwice de la Polska Liga Koszykówki, la primera división del baloncesto polaco. En su primera temporada promedió 12,0 puntos y 2,4 rebotes por partido.
El 1 de febrero de 2021, tras temporada y media en las filas del Okapi Aalstar belga, firma por el ZZ Leiden de la DBL.
El 25 de octubre prueba con los Birmingham Squadron de la G League, quienes finalmente le ofrecen un contrato.